# Albert-Auguste Fauvel
Albert-Auguste Fauvel (* 7. November 1851 in Cherbourg-en-Cotentin; † 3. November 1909 in Cherbourg) war ein französischer Naturforscher, der u. a. durch die detaillierte Erstbeschreibung des China-Alligators bekannt wurde.
1872 arbeitete er für die chinesische Steuerbehörde in Peking. Später erforschte er von Yantai aus über mehrere Jahre die Naturgeschichte der ostchinesischen Provinz Shandong. 1877 zog er nach Shanghai, 1882–84 lebte er in Hànkǒu (heute ein Teil von Wuhan). Später war er an der Messageries Maritimes, einer französischen Reederei in Paris, als inspecteur des services.

## Werke (Auswahl)
- The province of Shantung: its geography, natural history &c. (Geografie und Naturgeschichte der Provinz Shandung; veröffentlicht in Englisch, 1875).
- Trip of a naturalist to the Chinese Far East (Reisebericht eines Naturforschers aus Chinas fernem Osten; veröffentlicht in Englisch, 1876).
- The wild silk-worms of the province of Shan-tung (Die wilden Seidenraupen der Provinz Shandung; veröffentlicht in Englisch, 1877).
- Alligators in China: their history, description and identification (Alligatoren in China: Entwicklungsgeschichte, Beschreibung und Artbestimmung; veröffentlicht in Englisch, 1879).
- Unpublished documents on the history of the Seychelles Islands anterior to 1810 (Unveröffentlichte Dokumente zur Geschichte der Seychellen vor 1810; veröffentlicht in Englisch, 1909).[3]